# Coppa Italia 2003-2004 (calcio femminile)
L'edizione 2003-2004 è stata la trentaduesima della storia della Coppa Italia di calcio femminile. Il trofeo è stato vinto per la quinta volta dalla Torres Terra Sarda, che ha sconfitto in finale il Foroni Verona.

## Squadre partecipanti
Al torneo hanno partecipato le 13 squadre di Serie A, le 24 squadre di Serie A2 e le 48 squadre di Serie B.

### Serie A
- A.D. Decimum Lazio
- Agliana
- Bardolino
- Bergamo R
- Como 2000
- Fiamma Monza
- Foroni Verona

- ACF Milan
- Reggiana
- Tavagnacco
- Torino
- Torres
- Vallassinese Holcim

### Serie A2
Girone A
- Alessandria
- Atalanta
- Atletico Oristano
- Firenze
- Fortitudo Mozzecane
- Mantova
- Matuziana Sanremo
- Olbia
- Perugia Grifo
- Segratese
- Tradate Abbiate
- Valdarno

Girone B
- Autoscuola Puccio Palermo
- Cervia
- Gravina
- Ludos Palermo
- Olimpica Corigliano
- Packcenter Imolese
- Palermo
- Rivignano
- Trento
- VeneziaJesolo
- Vicenza
- Vigor Senigallia

### Serie B
Girone A
- Albenga
- Aurora Bergamo
- Biellese
- Caprera
- Carrara
- La Chivasso
- Levante Chiavari 1989
- Piossasco
- Quart
- Romagnano
- Sampierdarenese Serra Riccò
- Sarzana 2000

Girone B
- Chiasiellis
- Gordige
- Graph. Campagna
- Laghi
- Libertas Pasiano
- Libertas Porcia
- Nuova Lugo
- Porto Mantovano
- Real Costabissara
- Villacidro
- Villaputzu
- Vittorio Veneto

Girone C
- Football Cagliari
- Dinamo Ravenna
- Girls Roseto
- Julia Spello
- Montale 2000
- Olimpia Vignola
- Perla del Tirreno
- Porto Sant'Elpidio
- Rimeco Italia Jesi
- San Gregorio
- Sulcis
- Virtus Torre Pedrera

Girone D
- Athena Recale
- Atletico Lecce
- Barletta
- Campobasso
- Marsala
- M. Matese Bojano
- Napoli
- Roma CF
- Pro Reggina 97
- Salernitana
- Sezze
- Unione delle Valli

## Primo turno
Il primo turno è stato giocato il 14 settembre 2003 dalle 48 squadre partecipanti alla Serie B.
| Squadra 1                   | Risultato                   | Squadra 2               |
| --------------------------- | --------------------------- | ----------------------- |
| La Chivasso                 | 1 - 3                       | Piossasco               |
| Biellese                    | 1 - 0                       | Quart                   |
| Romagnano                   | 2 - 5                       | Aurora Bergamo          |
| Sampierdarenese Serra Riccò | 6 - 0                       | Albenga                 |
| Carrara                     | 0 - 4                       | Sarzana 2000            |
| Cagliari                    | 1 - 2                       | Levante Chiavari        |
| Gordige                     | 1 - 2                       | Laghi                   |
| Vittorio Veneto             | 2 - 4                       | Real Costabissara       |
| Libertas Porcia             | 0 - 1                       | Libertas Pasiano        |
| Chiasiellis                 | 2 - 0                       | G. Campagna             |
| Porto Mantovano             | 2 - 0                       | Montale 2000            |
| Virtus Torre Pedrera        | 1 - 5                       | Dinamo Ravenna          |
| Olimpia Vignola             | 1 - 2                       | Nuova Lugo              |
| Ponte Sant'Elpidio          | 1 - 4                       | Rimeco Italia           |
| San Gregorio                | 1 - 2                       | Girls Roseto            |
| Sezze                       | 1 - 2                       | Roma                    |
| Villacidro                  | 4 - 4 (d.t.s.) (4-3 d.t.r.) | Caprera                 |
| Villaputzu                  | 5 - 2                       | Sulcis                  |
| Pro Reggina 97              | 4 - 0                       | Marsala                 |
| Salernitana                 | 4 - 1                       | Unione delle Valli      |
| Athena Recale               | 0 - 4                       | Monti del Matese Bojano |
| Campobasso                  | 0 - 3                       | Napoli                  |
| Barletta                    | 3 - 3 (d.t.s.) (3-5 d.t.r.) | Atletico Lecce          |
| Perla del Tirreno           | 2 - 3                       | Julia Spello            |

## Secondo turno
Al secondo turno hanno partecipato le 24 squadre vincenti il primo turno e le 24 squadre squadre partecipanti alla Serie A2.
| Squadra 1                   | Risultato                   | Squadra 2                 |
| --------------------------- | --------------------------- | ------------------------- |
| Piossasco                   | 1 - 2                       | Alessandria               |
| Biellese                    | 0 - 7                       | Tradate Abbiate           |
| Aurora Bergamo              | 0 - 5                       | Atalanta                  |
| Sampierdarenese Serra Riccò | 0 - 3                       | Matuziana Sanremo         |
| Sarzana 2000                | 3 - 0                       | Valdarno                  |
| Levante Chiavari            | 2 - 1                       | Segratese                 |
| Laghi                       | 3 - 2                       | Fortitudo Mozzecane       |
| Real Costabissara           | 1 - 4                       | Vicenza                   |
| Libertas Pasiano            | 0 - 1                       | Trento                    |
| Chiasiellis                 | 1 - 0                       | Rivignano                 |
| Porto Mantovano             | 0 - 4                       | Mantova                   |
| Dinamo Ravenna              | 1 - 5                       | VeneziaJesolo             |
| Nuova Lugo                  | 1 - 1 (d.t.s.) (4-2 d.t.r.) | Packcenter Imolese        |
| Rimeco Italia               | 0 - 1                       | Cervia                    |
| Girls Roseto                | 3 - 7                       | Vigor Senigallia          |
| Roma                        | 4 - 2                       | Firenze                   |
| Villacidro                  | 1 - 3                       | Olbia                     |
| Villaputzu                  | 1 - 7                       | Atletico Oristano         |
| Pro Reggina 97              | 2 - 2 (d.t.s.) (2-4 d.t.r.) | Gravina Catania           |
| Salernitana                 | 1 - 1 (d.t.s.) (2-3 d.t.r.) | Autoscuola Puccio Palermo |
| Monti del Matese Bojano     | [ 1 ]                       | Palermo                   |
| Napoli                      | 0 - 1                       | Ludos Palermo             |
| Atletico Lecce              | 0 - 5                       | Olimpica Corigliano       |
| Julia Spello                | 0 - 6                       | Perugia Grifo             |

## Terzo turno
Al terzo turno hanno partecipato le 24 squadre vincitrici del secondo turno. Le gare di andata si sono disputate il 16 dicembre 2003, mentre le gare di ritorno si sono disputate il 21 dicembre 2003.
| Squadra 1               | Totale | Squadra 2                 | Andata | Ritorno |
| ----------------------- | ------ | ------------------------- | ------ | ------- |
| Alessandria             | 3 - 4  | Tradate Abbiate           | 0 - 2  | 3 - 2   |
| Atalanta                | 7 - 1  | Matuziana Sanremo         | 5 - 0  | 2 - 1   |
| Levante Chiavari        | 1 - 3  | Sarzana 2000              | 0 - 2  | 1 - 1   |
| Vicenza                 | 2 - 5  | Laghi                     | 1 - 2  | 1 - 3   |
| Trento                  | 6 - 0  | Chiasiellis               | 2 - 0  | 4 - 0   |
| Mantova                 | 1 - 5  | VeneziaJesolo             | 1 - 1  | 0 - 4   |
| Nuova Lugo              | 2 - 4  | Cervia                    | 1 - 1  | 1 - 3   |
| Vigor Senigallia        | 4 - 2  | Roma                      | 2 - 2  | 2 - 0   |
| Olbia                   | 4 - 5  | Atletico Oristano         | 2 - 1  | 2 - 4   |
| Gravina Catania         | 6 - 2  | Autoscuola Puccio Palermo | 3 - 1  | 3 - 1   |
| Monti del Matese Bojano | 0 - 4  | Ludos Palermo             | 0 - 2  | 0 - 2   |
| Olimpica Corigliano     | 1 - 7  | Perugia Grifo             | 1 - 3  | 0 - 4   |

## Quarto turno
Al quarto turno hanno partecipato le 12 squadre vincitrici del terzo turno, le 13 squadre partecipanti alla Serie A e l'Alessandria come miglior perdente del terzo turno.
| Squadra 1         | Risultato                   | Squadra 2     |
| ----------------- | --------------------------- | ------------- |
| 4 gennaio 2004    |                             |               |
| Ludos Palermo     | 2 - 3                       | Agliana       |
| Cervia            | 0 - 1                       | Milan         |
| 6 gennaio 2004    |                             |               |
| Sarzana 2000      | 0 - 10                      | Como 2000     |
| Laghi             | 2 - 3                       | Foroni Verona |
| Atletico Oristano | 1 - 4                       | Torres        |
| Perugia Grifo     | 2 - 4                       | Reggiana      |
| Alessandria       | 0 - 2                       | Vallassinese  |
| Tradate Abbiate   | 2 - 2 (d.t.s.) (2-4 d.t.r.) | Torino        |
| Trento            | 1 - 3                       | Tavagnacco    |
| Vigor Senigallia  | 1 - 1 (d.t.s.) (2-4 d.t.r.) | Bergamo R     |
| Gravina Catania   | 0 - 1                       | Lazio         |
| Atalanta          | 1 - 3                       | Fiammamonza   |
| VeneziaJesolo     | 0 - 0 (d.t.s.) (2-4 d.t.r.) | Bardolino     |

## Quinto turno
Al quinto turno hanno partecipato le 13 squadre vincitrici del quarto turno e la Vigor Senigallia come miglior perdente del quarto turno. Tutte le gare sono state disputate il 14 febbraio 2004.
| Squadra 1     | Risultato                   | Squadra 2        |
| ------------- | --------------------------- | ---------------- |
| Foroni Verona | 1 - 0                       | Vigor Senigallia |
| Como 2000     | 2 - 3                       | Torino           |
| Lazio         | 0 - 5                       | Torres           |
| Milan         | 1 - 0                       | Bardolino        |
| Vallassinese  | 0 - 0 (d.t.s.) (2-4 d.t.r.) | Bergamo R        |
| Tavagnacco    | 2 - 2 (d.t.s.) (3-4 d.t.r.) | Agliana          |
| Reggiana      | 3 - 3 (d.t.s.) (2-3 d.t.r.) | Fiammamonza      |

## Quarti di finale
Ai quarti di finale hanno partecipato le 7 squadre vincitrici del quinto turno e il Tavagnacco come miglior perdente del quinto turno. Tutte le gare sono state disputate l'8 aprile 2004.
| Squadra 1 | Risultato                   | Squadra 2     |
| --------- | --------------------------- | ------------- |
| Bergamo R | 2 - 1                       | Fiammamonza   |
| Torino    | 0 - 0 (d.t.s.) (4-5 d.t.r.) | Milan         |
| Agliana   | 2 - 3                       | Foroni Verona |
| Torres    | 9 - 0                       | Tavagnacco    |

## Semifinali
Le gare di andata si sono disputate il 12 maggio 2004, mentre le gare di ritorno si sono disputate il 15 maggio 2004.
| Squadra 1 | Totale | Squadra 2     | Andata | Ritorno |
| --------- | ------ | ------------- | ------ | ------- |
| Bergamo R | 2 - 5  | Foroni Verona | 0 - 2  | 2 - 3   |
| Torres    | 7 - 2  | Milan         | 6 - 2  | 1 - 0   |

## Finale
| Arbitro: | Riccardo Tozzi (Ostia) |

|                                                                         |           |  |
| Conti 46’ Pedersen 53’ Guarino 62’ Colasuonno 64’, 73’ Mon. Placchi 89’ | Marcatori |  |